# Freddy Krueger

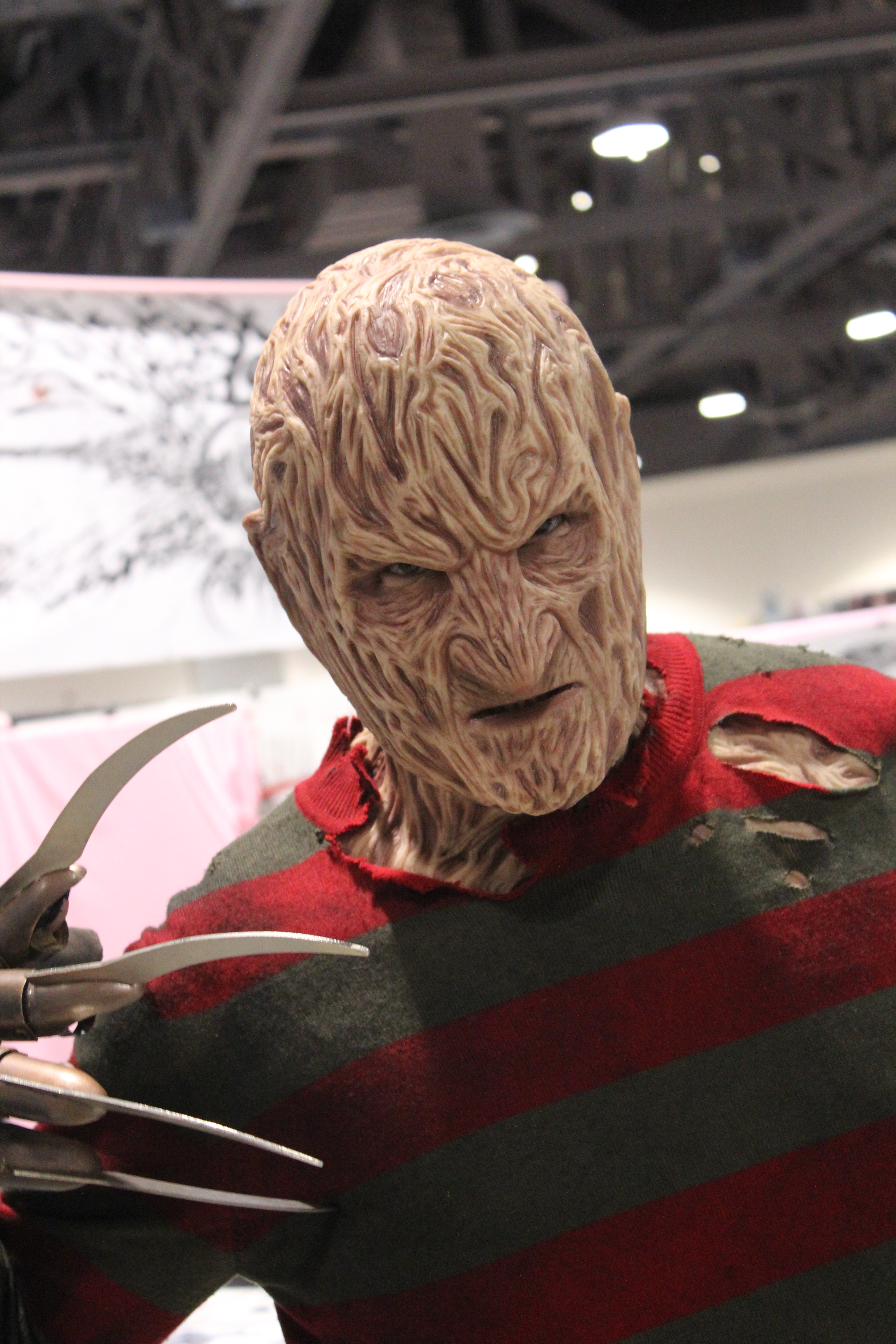
Kostüm auf der Long Beach Comic Con (2012)

Frederick Charles Krueger, genannt Fred Krueger und Freddy Krueger, ist ein fiktiver Serienmörder und die Hauptfigur der Nightmare-Filmreihe. In allen sieben Filmen wird die Figur von Robert Englund dargestellt, ebenso im Spin-off Freddy vs. Jason. Im Film Jason Goes to Hell – Die Endabrechnung am Ende in der Szene, in der Freddys Arm aus dem Boden kommt und sich die Hockeymaske von Jason Voorhees schnappt, wurde Freddy von Kane Hodder verkörpert. In der Neuverfilmung A Nightmare on Elm Street von 2010 spielte Jackie Earle Haley die Rolle Kruegers. Seit seinem ersten Auftritt im Jahr 1984 in Nightmare – Mörderische Träume zählt er zu den bekanntesten Figuren des Horror-Genres.

## Gestalt
Das Auffälligste an Freddy Krueger sind sein brandnarbiges Gesicht und ein Handschuh an der rechten Hand mit Klingen am Ende der Finger (mit Ausnahme des Daumens). Krueger trägt einen rot-grün-quergestreiften Pullover (entweder aus Wolle oder schlabbrigem Stoff; im ersten Teil noch ohne Streifen auf den Ärmeln), einen braunen Schlapphut und eine einfache braune Stoffhose.
Für den siebten Teil, Freddy’s New Nightmare, wurde sein Aussehen etwas verändert: Die Klingen sitzen jetzt direkt an der Hand und an allen fünf Fingern, und er trägt einen langen schwarzen Mantel über seinem Pullover und seiner Hose.

## Name
Kruegers vollständiger Name lautet Frederick Charles Krueger; im ersten Teil der Filmreihe wird er als Fred Krueger im Vorspann und Abspann aufgeführt, und Freddy ist dort sein Spitzname, den er selbst verwendet und der von kleinen Mädchen, die zusammen Seilhüpfen spielen, gesungen wird.

## Geschichte
Fred Krueger ist der Sohn der Nonne Amanda Krueger. In einer Nervenheilanstalt, in der Amanda Krueger als Krankenschwester arbeitet, wird sie aus Versehen in einem Turm eingesperrt, in dem auch rund hundert Geisteskranke eingeschlossen sind. Dort wird sie von diesen misshandelt und vergewaltigt. Dies führt zu ihrer Schwangerschaft und der Geburt von Freddy. Von seinem Adoptivvater nur schikaniert und gedemütigt, von seinen Mitschülern gemobbt und als „Sohn von hundert Irren“ verspottet, entwickelt Freddy recht früh soziopathisches Verhalten. Unter anderem tötet er Tiere und verletzt sich selbst.
Als Krueger erwachsen ist, entführt er 20 Kinder der Einwohner der Nachbarschaft der Elm Street in der (fiktiven) Stadt Springwood, Ohio, bringt sie in das Kraftwerk, in dem er als Hausmeister gearbeitet hat, tötet sie und verbrennt die Leichen. Als das Gericht Freddy aufgrund eines juristischen Verfahrensfehlers laufen lässt, nehmen die Bewohner das Recht in ihre eigenen Hände und verüben Selbstjustiz: Sie schütten im Heizungskeller des Kraftwerks Benzin aus und zünden es an, woraufhin Krueger verbrennt. Sie verstecken seine sterblichen Überreste in einem Sack in einem roten Cadillac auf dem Schrottplatz.
Doch Krueger ist nicht völlig vernichtet, sondern lebt durch einen Teufelspakt in den Albträumen der Kinder in der Elm Street weiter. Er nimmt Rache an den Bewohnern der Elm Street, indem er seine Taten fortsetzt und ihre Kinder nacheinander tötet. Freddy kann nur von Kindern aufgehalten werden, die in der Lage sind, die Handlungen in ihren Träumen zu kontrollieren.
In der Neuverfilmung von 2010 wird nichts von Freddys Kindheit bekannt. Auch der Grund für seinen Tod ist abweichend. Freddy arbeitet dort als Gärtner in einer Grundschule und missbraucht einige Kinder. Nachdem diese ihren Eltern davon berichtet haben, machen diese sich gar nicht erst die Mühe ihn bei der Polizei anzuzeigen, sondern jagen Freddy in ein abgelegenes Industriegebiet und verbrennen ihn.

## Fähigkeiten
Freddy Krueger lebt in den Träumen der Menschen und kann nur durch einen besonderen Trick in die Realität gebracht werden, wie es beispielsweise im Film Freddy vs. Jason geschieht. Dazu muss Freddy von dem Träumer gepackt werden und Letzterer aufwachen – eine schwierige Aufgabe, denn Kruegers Anwesenheit sorgt für einen viel tieferen Schlaf als gewöhnlich. In der Realität ist er verletz- und besiegbar, jedoch widerstandsfähiger als ein normaler Mensch. In seiner Albtraumwelt verfügt er über eine grenzenlose Allmacht. Er kann Illusionen erzeugen, Gegenstände schweben lassen, Räumlichkeiten oder die Gesetze der Schwerkraft spontan verändern, sich selbst verwandeln und vieles mehr. In Freddys Welt sind die Naturgesetze aufgehoben, so kommt es oft zu grotesken Ereignissen, mit denen er Ekel und Schreie von seinen Opfern fordert.
Ein großer Schwachpunkt ist Feuer, vor dem Freddy sich fürchtet, da er durch ein Feuer sein Leben verloren hat. Dies kann von den Träumenden bewusst genutzt werden, um ihn auf Abstand zu halten. Außerdem ist Freddy von der Hysterie seiner Opfer abhängig. Er kann nur existieren und Untaten begehen, solange Kinder an seine schaurige Legende glauben und diese weitererzählen. Freddy tötet seine Opfer meist mit seinem berüchtigten Klingenhandschuh.

## Popularität
Freddy Kruegers Beliebtheit bei den Fans der Nightmare-Filme basiert auf seiner skurrilen Persönlichkeit. Ist er zu Beginn der Serie beinahe stumm, so entwickelt er über die folgenden Filme hin einen überaus zynischen augenzwinkernden Humor, der sich in pointierten Einzeilern, Nachspielen von Film-Klischees und blankem Sadismus äußert. Krueger tötet seine jugendlichen Opfer in aller Regel, indem er ihre persönlichen Schwächen ausnutzt.
Der Schriftsteller Stephen King beschrieb 2010 die wachsende Popularität von Freddy Krueger als ein Problem von Fortsetzungen im Horrorgenre und vor allem beim Thema der „gemeingefährlichen, mörderischen anderen“. Er schreibt, dass ihm nur wenige Fortsetzungen dieser Art gefallen, da sie „eine moralische Zweischneidigkeit ausschlachten, die ihm Unbehagen bereitet“ und nimmt Freddy Krueger dabei als Beispiele: Zu Beginn sei dieser „durch und durch böse – daran gibt es nichts zu deuteln. Wir hassen und fürchten ihn von Anfang an – und das ist auch durchaus angemessen. Immerhin ist er ein Pädophiler, ein Mörder, ein entstellter Irrer aus dem Jenseits. Grotesk aber wahr: Sieben Fortsetzungen später ist Freddy zu einer Art Kumpel geworden.“

## Freddys Familie
Freddy Krueger war, als er noch ein lebender Mensch war, verheiratet und Vater einer Tochter. Im sechsten Teil der Nightmare-Reihe wird er in einer Rückblende beim Spiel mit seiner kleinen Tochter Kathryn gezeigt. Freddys Frau Loretta flieht schreiend aus dem Keller und verspricht ihm immer wieder, nichts zu verraten. Krueger gibt vor, allein mit ihr sprechen zu wollen, und schickt seine Tochter ins Haus. Dort läuft sie in den „verbotenen Raum“ und entdeckt viele von Kruegers Mordutensilien. Als Kathryn ihre Mutter schreien hört, geht sie wieder hinauf und sieht mit an, wie Freddy ihre Mutter im Garten erwürgt.
Kathryn wird später adoptiert, ihr Name wird in Maggie Burroughs geändert. Freddy meidet seine Nachkommen, so gut es geht.

## Hypnocil
„Hypnocil“ ist ein fiktives Medikament in der Nightmare-Filmreihe, das Träume im Schlaf unterdrückt. Es wurde in Nightmare III – Freddy Krueger lebt vorgestellt und in Freddy vs. Jason erneut thematisiert.

## Popkultur
Freddy Krueger ist inzwischen zu einem Teil der Popkultur geworden, der immer wieder referenziert wird. So tritt er beispielsweise in zwei South-Park- und mehreren Simpsons-Folgen auf. In der Comedy-Serie Switch reloaded findet Freddy Krueger in einer Parodie der Fernsehwerbung für die Jobbörse Monster.de passenderweise eine Stelle als Friseur. In der US-amerikanischen Jugendserie iCarly singen in der Folge Der König der Streiche aus Staffel 4 einige Schulkinder Freddys Lied, mit abgewandeltem Text (König statt Freddy). Außerdem erscheint Freddys Gesicht wenig später in Carlys Spiegel. Auch in der Musik gibt es zahlreiche Beispiele, etwa Songs von den Böhsen Onkelz (Textzeile: Freddy Krüger ist ein Freund von mir, in deinen Träumen kommen wir zu dir), S.O.D., dem Rapper Eminem, der Punkband Molotow Soda, der Oi!-Band Troopers, der Hip-Hop-Band The Fat Boys, dem DJ Angerfist, oder der Nu-Metal-Band Hollywood Undead, die sich auf Krueger beziehen. In der Mangaversion von Soul Eater dient Freddy als Vorbild für die Massenmörderin Frey D. Sadoko, die sowohl Elemente von Freddy Krueger als auch von Michael Jackson enthält.

## Trivia
- Der geistige Vater Kruegers, Wes Craven, schuf die Filmfigur einst ohne große Geschichte, den Gedanken an eine Serie oder richtige Vorbilder. Im siebten Teil der Nightmare-Reihe Freddy’s New Nightmare von 1994 charakterisiert Regisseur Wes Craven, der in dieser Episode sich selbst spielt, seine Figur Freddy Krueger mit den Worten: „Es geht um dieses Wesen oder wie man es nennen will, es ist alt, sehr alt. Es existiert in verschiedenen Formen und Zeiten. Das Einzige, was immer unverändert gleich bleibt, ist sein Ziel: Es ist der Mord an der Unschuld.“ (Original: „This entity whatever you want to call it, it's old, it's very old. It's existed in different forms in different times. The only thing that stays the same is what it lives for: The murder of innocence.“)
- Die Idee für den rot-grünen Pullover bekam Craven aus einer Zeitschrift, wonach eine Studie ergab, die beiden Farben würden in Kombination ein ungutes Gefühl auslösen. Die Idee für den Handschuh soll ihm anhand seiner Katze gekommen sein.
- Ursprünglich sollte Krueger nicht nur ein Kindermörder, sondern ein pädophiler Kinderschänder sein – etwas, was die Zensur zu dem Zeitpunkt nicht zuließ. Hinweise auf die ursprüngliche Idee sind immer noch in den Filmen verteilt – so küsst Freddy in einer Szene die Fotos seiner Opfer, ehe er sie in ein Fotoalbum klebt.
- Als Schauspieler Robert Englund für die Rolle des Freddy Kruegers vorsprach, soll er vor Regisseur Wes Craven einige Posen des deutschen Schauspielers Klaus Kinski nachgeahmt haben, um sein darstellerisches Vermögen zur Schau zu stellen. Kinski spielte 1979 die Hauptrolle des Grafen Dracula in dem Horrorfilm Nosferatu – Phantom der Nacht von Regisseur Werner Herzog.

## Schauspieler & Synchronsprecher
- 1984: Nightmare – Mörderische Träume – Robert Englund & Detlef Bierstedt
- 1985: Nightmare II – Die Rache – Robert Englund & Franjo Marincic
- 1987: Nightmare III – Freddy Krueger lebt – Robert Englund & Thomas Piper
- 1988: Nightmare on Elm Street 4 – Robert Englund & Detlef Bierstedt
- 1989: Nightmare on Elm Street 5 – Das Trauma – Robert Englund & Detlef Bierstedt
- 1991: Freddy’s Finale – Nightmare on Elm Street 6 – Robert Englund & Klaus Kindler
- 1993: Jason Goes to Hell – Die Endabrechnung – Kane Hodder
- 1994: Freddy’s New Nightmare – Robert Englund & Wolfgang Müller
- 2003: Freddy vs. Jason – Robert Englund & Detlef Bierstedt
- 2010: A Nightmare on Elm Street – Jackie Earle Haley & Thomas Petruo

### Serien
- 1988–1990: Freddy’s Nightmares – Robert Englund & Peter Heinrich